# Rish Shah
Rishabh Shah, detto Rish (Enfield, 17 dicembre 1997), è un attore inglese. È noto principalmente per aver interpretato il ruolo di Kamran nella serie Disney+ Ms. Marvel.

## Biografia
Nato e cresciuto a Enfield, nella zona nord di Londra. Ha origini indiane, con genitori provenienti da Mumbai e Vadodara. Ha frequentato la Grange Park Primary School e successivamente la Haberdashers' Boys' School. La sua formazione accademica è proseguita presso il King's College di Londra, dove si è laureato in lettere e linguistica.
Nel 2017, ha iniziato a farsi notare nel mondo dello spettacolo, partecipando alla produzione della Merdel Theatre Company di The Plains of Delight al Clapham Fringe Festival.
Il 2019 ha segnato il suo debutto televisivo, con apparizioni come guest star in due produzioni della BBC One: la serie Years and Years di Russell T Davies e la soap opera medica Doctors.
Ha anche partecipato al cortometraggio del 2020 di Riz Ahmed, The Long Goodbye, vincitore di un premio Oscar, nel ruolo del fratello minore di Ahmed. Sempre nel 2020, ha sostituito Adam Fielding nel ruolo di Kirin Kotecha nella soap opera Emmerdale della ITV. Nel 2021, è stato riconosciuto come "Britannico da tenere d'occhio" dalla rivista Variety.
Ha debuttato sul grande schermo nel 2021, interpretando Ravi nel film Netflix Tua per sempre e Varun Dutta nella commedia romantica Dolci e spezie dall'India.
L'anno successivo, è entrato a far parte del Marvel Cinematic Universe, interpretando il ruolo di Kamran nella serie Disney+ Ms. Marvel. Successivamente, ha interpretato Russ nel film commedia di Netflix Do Revenge. Ha recitato nella miniserie thriller di Netflix Ossessione ed è apparso nel film di Amazon Una torta per l'uomo giusto. Nel 2024, è apparso nel dramma autobiografico di Netflix Joy.

## Filmografia

### Cinema
- Tua per sempre (To All the Boys: Always and Forever, Lara Jean), regia di Michael Fimognari (2020)
- Dolci e spezie dall'India (India Sweets and Spices), regia di Geeta Malik (2021)
- Do Revenge, regia di Jennifer Kaytin Robinson (2022)
- The Sweet East, regia di Sean Price Williams (2023)
- Una torta per l'uomo giusto (Sitting in Bars with Cake), regia di Trish Sie (2023)
- Joy, regia di Ben Taylor (2024)

### Televisione
- Years and Years – miniserie TV, episodio 6 (2019)
- Doctors – serie TV, episodio 20x162 (2019)
- Casualty – serie TV, episodio 34x32 (2020)
- Ms. Marvel – serie TV, 5 episodi (2022)
- Assembled – docuserie (2022)
- Overcompensating - L'inganno (Overcompensating) – serie TV (2025-in corso)

### Webserie
- PrankMe (2017)

## Doppiatori italiani
Nelle versioni in italiano delle opere in cui ha recitato, Rish Shah è stato doppiato da:
- Marco Briglione in Do Revenge, Una torta per l'uomo giusto, Overcompensating - L'inganno
- Simone Marzola in The Sweet East
- Alessandro Campaiola in Ossessione
- Federico Boccanera in Joy
- Matteo Liofredi in Ms. Marvel
- Stefano Sperduti in Dolci e spezie dall'India